# Lomarijopsis
Lomarijopsis (lat. Lomariopsis), rod paprati iz porodice Lomariopsidaceae.
Postoji 51 vrsta i jedan hibrid, rašireni po tropskoj Americi (15), tropskoj Africi, Madagaskar, Indijski ocean, istočna Himalaja, južna Kina, poluotočna Malezija, Filipini, otok Bonin, Australija (1), Nova Gvineja, Pacifik do Tahitija.

## Vrste
1. Lomariopsis amydrophlebia (Sloss. ex Maxon) Holttum
2. Lomariopsis boivinii Holttum
3. Lomariopsis boninensis Nakai
4. Lomariopsis brackenridgei Carruth.
5. Lomariopsis chinensis Ching
6. Lomariopsis christensenii Rakotondr.
7. Lomariopsis commersonii Rakotondr.
8. Lomariopsis congoensis Holttum
9. Lomariopsis cordata (Bonap.) Alston
10. Lomariopsis crassifolia Holttum
11. Lomariopsis decrescens (Baker) Kuhn
12. Lomariopsis fendleri D.C.Eaton
13. Lomariopsis guineensis (Underw.) Alston
14. Lomariopsis hederacea Alston
15. Lomariopsis holttumii Rakotondr.
16. Lomariopsis intermedia (Copel.) Holttum
17. Lomariopsis jamaicensis (Underw.) Holttum
18. Lomariopsis japurensis (Mart.) J.Sm.
19. Lomariopsis kingii (Copel.) Holttum
20. Lomariopsis kunzeana (C.Presl ex Underw.) Holttum
21. Lomariopsis latipinna Stolze
22. Lomariopsis lineata (C.Presl) Holttum
23. Lomariopsis longicaudata (Bonap.) Holttum
24. Lomariopsis longini L.Y.Kuo & Y.H.Wu
25. Lomariopsis madagascarica (Bonap.) Alston
26. Lomariopsis mannii (Underw.) Alston
27. Lomariopsis marginata (Schrad.) Kuhn
28. Lomariopsis mauritiensis Lorence
29. Lomariopsis maxonii (Underw.) Holttum
30. Lomariopsis mexicana Holttum
31. Lomariopsis moorei L.Y.Kuo & Y.H.Wu
32. Lomariopsis muriculata Holttum
33. Lomariopsis nigropaleata Holttum
34. Lomariopsis novae-caledoniae Mett.
35. Lomariopsis oleandrifolia Mett. ex Kuhn
36. Lomariopsis palustris (Hook.) Mett.
37. Lomariopsis pervillei Mett.
38. Lomariopsis pollicina (Willemet) Mett.
39. Lomariopsis prieuriana Fée
40. Lomariopsis pteridiformis (Ces.) Christenh.
41. Lomariopsis recurvata Fée
42. Lomariopsis rossii Holttum
43. Lomariopsis salicifolia (Kunze) Lellinger
44. Lomariopsis sorbifolia (L.) Fée
45. Lomariopsis spectabilis (Kunze) Mett.
46. Lomariopsis subtrifoliata (Copel.) Holttum
47. Lomariopsis underwoodii Holttum
48. Lomariopsis variabilis (Willd.) Fée
49. Lomariopsis vestita E.Fourn.
50. Lomariopsis warneckei (Hieron.) Alston
51. Lomariopsis wrightii Mett ex D.C.Eaton
52. Lomariopsis ×farrarii R.C.Moran & J.E.Watkins

|  | Zajednički poslužitelj ima još gradiva o temi Lomariopsis |
|  | Wikivrste imaju podatke o taksonu Lomariopsis             |